# Fuck You!
«Fuck You!» (названный «Forget You» на версии для радио) — песня американского исполнителя Cee Lo Green из его третьего студийного альбома The Lady Killer. 19 августа 2010 года на YouTube было выпущено музыкальное видео, в котором текст песни появляется на стилизованных под старую плёнку задних планах различных цветов. Видео распространялось по интернету, набрав свыше двух миллионов просмотров в течение недели после выпуска . 1 сентября 2010 года был выпущен официальный клип . Ремикс с участием 50 Cent сопровождался видео, подобным первоначальному. Также был выпущен ремикс американской группы Chiddy Bang. Кавер-версия «Forget You» была исполнена трио Vazquez Sounds в 2012 году.
Песня возглавила чарты в Нидерландах и Соединённом Королевстве. Она входила в лучшую десятку в Австралии, Бельгии (Фландрия), Канаде, Дании, Венгрии, Ирландии, Новой Зеландии, Испании и Швеции. В США она добралась до 2-й строчки в Billboard Hot 100.

## Версии
Песня была выпущена в различных версиях. Версия для радио была названа «Forget You», другая — просто «FU». Оба варианта продавались в американском iTunes Store. Первоначальная и цензурная версии, а также сопровождающее видео были включены в мини-альбом «F**k You — Deluxe Single», выпущенный на iTunes. В американском iTunes Store оригинальная версия была выпущена 19 августа, цензурная версия — 14 сентября, версия «FU» — 21 сентября 2010 года.
9 ноября 2010 года Cee Lo Green исполнял песню вживую в программе The Colbert Report, при этом он заменял заглавную фразу на «Fox News».

## Кавер-версии
- Шведская слиз-рок-группа Vains of Jenna записала «Fuck You» для своего кавер-альбома 2011 года Reverse Tripped. Помимо альбома она вошла в сборник Valentine’s Day Collection for the Broken Hearted, выпущенный 1 января 2011 года на лейбле Goldenlane Records. Версия Vains of Jenna имеет другую аранжировку, а также включает фрагмент песни Рода Стюарта «Maggie May» («Maggie May» имеет одну структуру с «Fuck You»). Группа использовала лишь первый куплет и припев, пропустив второй припев, переход и концовку версии Си Ло Грина. Песня была выпущена в качестве единственного сингла с альбома, и на неё был снят клип. Также была выпущена цензурная версия песни «Forget You» для ротации на радио.
- Sleeping with Sirens записали кавер-версию песни для сборника 2011 года Punk Goes Pop 4.
- Техасская команда Kid Liberty из города Шерман записали свою кавер-версию на «Fuck You», которая вышла на их [EP] Give Up. Give In. в 2011 году

| Чарт (2010)                                 | Макс. позиция |
| ------------------------------------------- | ------------- |
| Австралия (ARIA)                            | 5             |
| Бельгия/Фландрия (Ultratop 50)              | 12            |
| Бельгия/Валлония (Ultratop 50)              | 27            |
| Канада (Billboard Canadian Hot 100)         | 11            |
| Чехия (Rádio — Top 100)                     | 23            |
| Дания (Tracklisten)                         | 2             |
| Европа (Billboard European Hot 100 Singles) | 3             |
| SNEP Download                               | 33            |
| Германия (GfK)                              | 11            |
| Венгрия (Rádiós Top 40)                     | 5             |
| Ирландия (IRMA)                             | 6             |
| Israeli Singles Chart                       | 1             |
| Япония (Billboard Japan Hot 100)            | 52            |
| Нидерланды (Dutch Top 40)                   | 1             |
| Новая Зеландия (Recorded Music NZ)          | 5             |
| Шотландия (OCC Scotland)                    | 1             |
| Словакия (Rádio — Top 100)                  | 20            |
| Швеция (Sverigetopplistan)                  | 6             |
| Швейцария (Schweizer Hitparade)             | 13            |
| Великобритания (OCC UK Hip Hop/R&B)         | 1             |
| Великобритания (OCC UK Singles)             | 1             |
| США (Billboard Hot 100)                     | 2             |
| США (Billboard Alternative Airplay)         | 33            |
| США (Billboard Hot R&B/Hip-Hop Songs)       | 62            |
| США (Billboard Pop Airplay)                 | 18            |

| Издание                   | №   |
| ------------------------- | --- |
| Adequacy                  | 9   |
| Agit Reader, The          | 5   |
| Austin Town Hall          | 10  |
| Consequence of Sound      | 13  |
| Dagbladet                 | 18  |
| Dagsavisen                | 6   |
| Hot Press                 | 15  |
| Gigwise                   | 17  |
| Inrockuptibles, Les       | 20  |
| Just Press Play           | 27  |
| Laut                      | 7   |
| Metromix                  | 1   |
| MTV                       | 5   |
| Muso’s Guide              | 13  |
| New York Post             | 210 |
| NME                       | 31  |
| One Thirty BPM            | 2   |
| Paste                     | 1   |
| Pitchfork                 | 26  |
| PopMatters                | 1   |
| Pretty Much Amazing       | 8   |
| Rhapsody                  | 3   |
| Rockdelux                 | 5   |
| Rolling Stone             | 2   |
| Slant                     | 4   |
| Spinner                   | 3   |
| Sun, The                  | 4   |
| Treble                    | 5   |
| Village Voice: Pazz & Jop | 1   |